# Condalia microphylla
El piquillín (Condalia microphylla) es una especie de arbusto xerófilo espinoso  de la familia Rhamnaceae. Es endémica de Argentina y se la puede encontrar en las provincias de La Pampa, La Rioja, Catamarca, Chubut, Córdoba, Jujuy, Salta, San Juan, Mendoza, San Luis, Santiago del Estero, Tucumán y Río Negro.

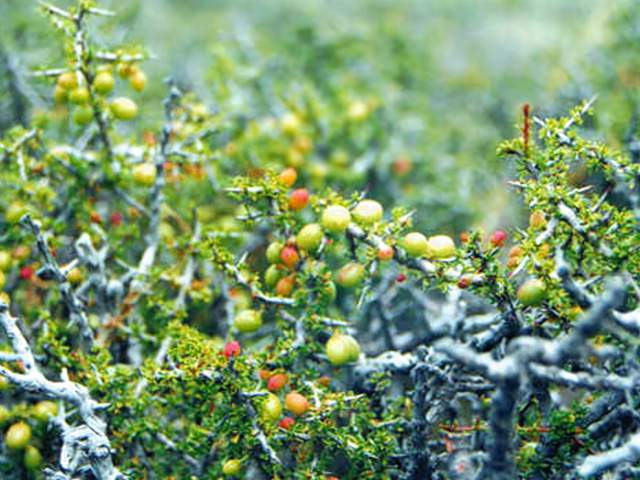
Vista de la planta

## Descripción
Es un arbusto xerófilo, de hasta 3,2 m de altura, con follaje perenne, espinescente; hojas diminutas, en ramilletes en las ramas menores, simples, elípticas ovadas, sésiles, cutinizadas, de 5-8 mm por 2,5 mm, color verde oscuro.
Tiene flores en las axilas, muy pedunculadas, amarillentas, hermafroditas y apétalas.
Los frutos son rojizos, algo ovalados, con un diámetro de 5 a 11 mm, comestibles y dulces; la semilla es negra. Florece de octubre a noviembre de cada año.
Se reproduce de semilla y de esqueje.

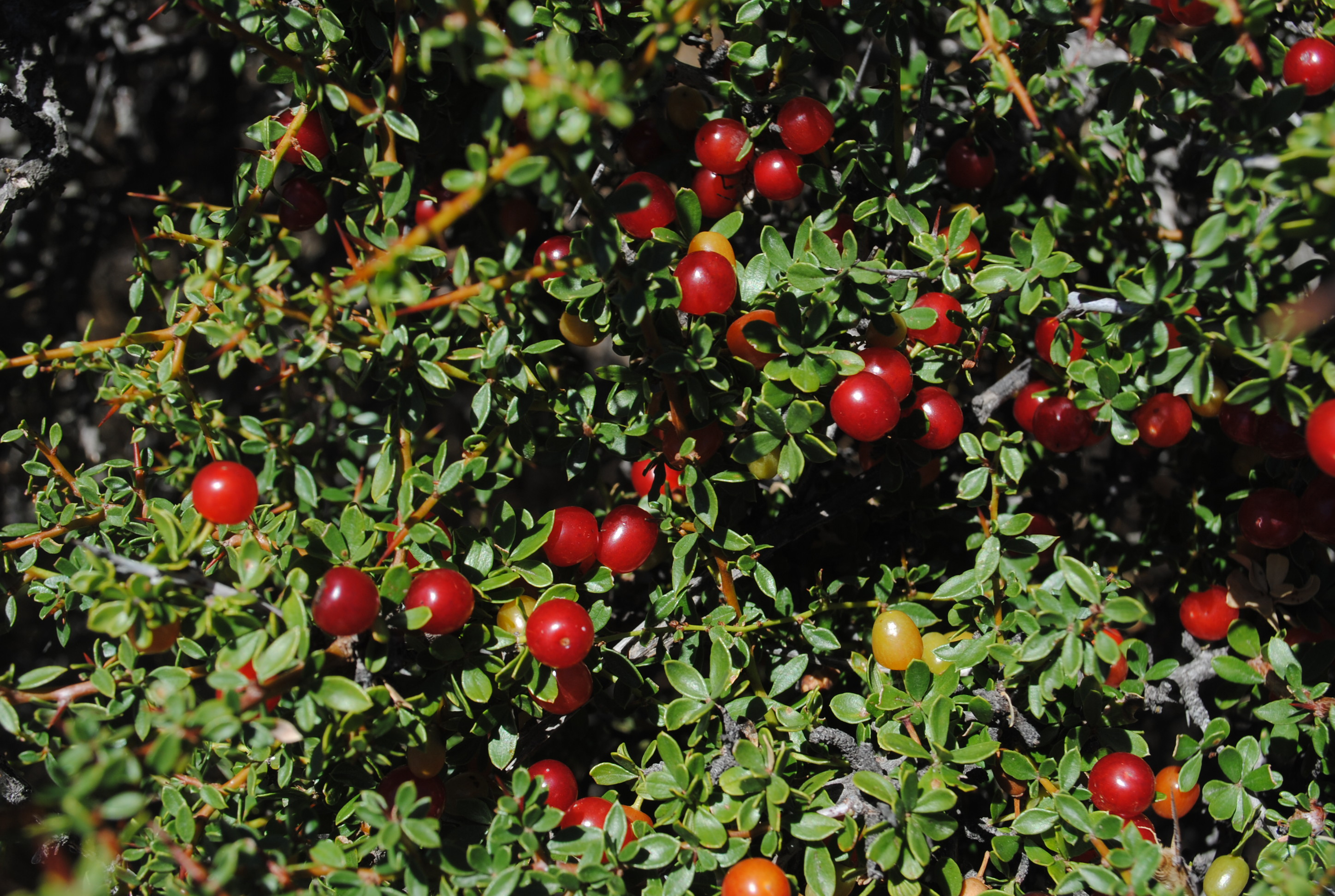
Rama con frutos

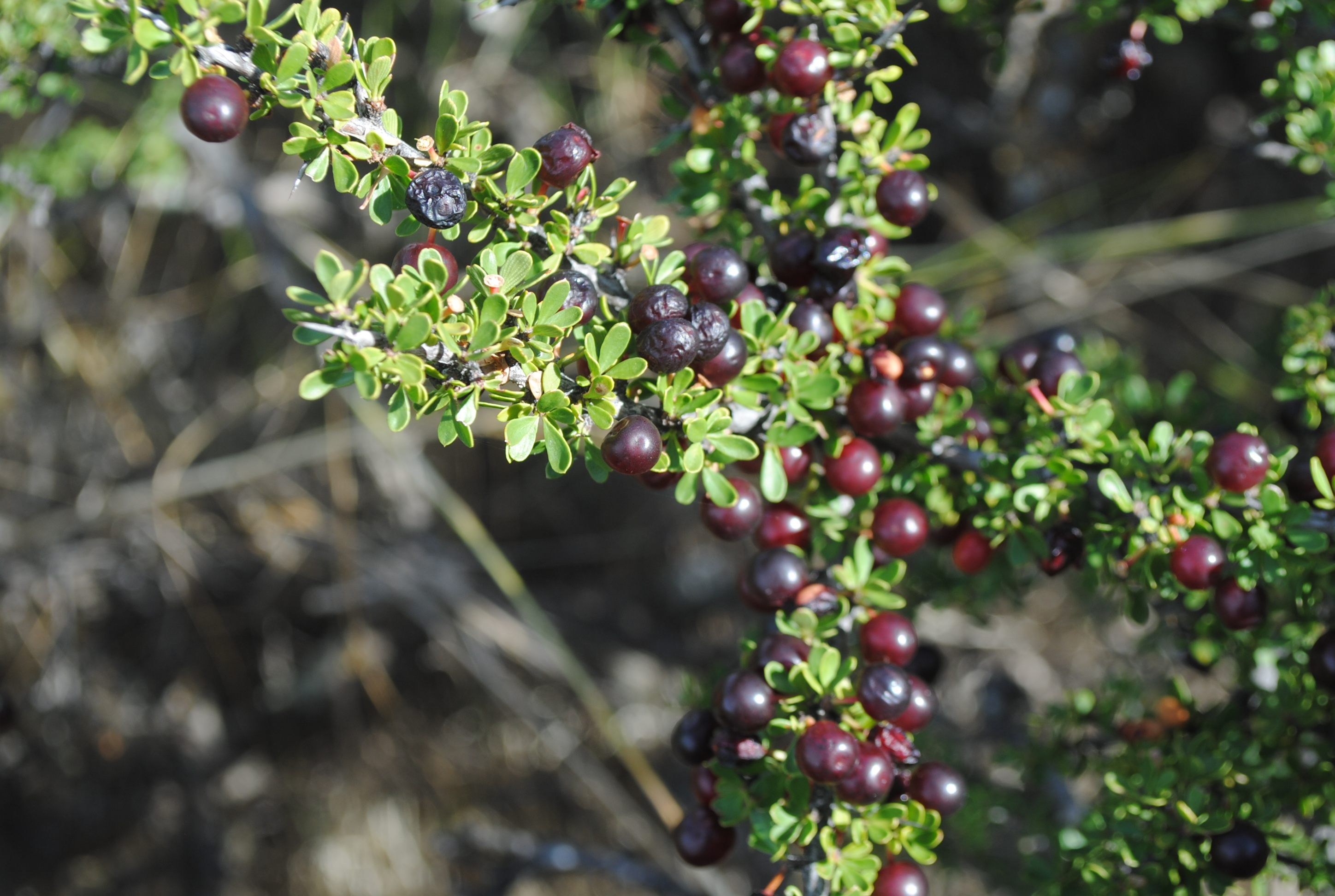
Frutos bien maduros

## Ecología
Se la encuentra en las ecorregiones del Chaco húmedo y seco, en los montes de llanuras, en las mesetas, en sierras, bolsones y en la selva de las Yungas.

## Usos
El fruto al igual que el del piquillín negro es comestible, y es utilizado principalmente para hacer dulces (arrope). Con este fruto se fabrica tradicionalmente una especie de aguardiente. Respecto a su consumo fresco, el fruto silvestre del piquillín ya era consumido por los habitantes indígenas desde antes de la llegada de los españoles.
El piquillin es un fruto natural, extraído del monte leñoso, típico de Patagonia, se suele utilizar su leña para la calefacción en la zona rural, sobretodo ideal para el uso de sus brasas para el planchado de prendas de vestir. Asimismo, se puede consumir en la época de cosecha, dulce y apetitoso para degustación luego de épocas lluviosas , de Gran provecho para las familias que habitan donde persiste, resiste y de conservación habitual para la zona de campos que aún permite que esta especie crezca sin extracción masiva. De amplio aporte educativo, social y cultural para la historia de los pueblos.
Hieronymus (1882:63-64), para Condalia lineata (Gris, syn C. microphylla Cav.), escribió  que "de la fruta se hace arrope y se fabrica una clase de aguardiente. Su madera es de buena calidad para muebles, rayos y ruedas de carretas y carros y para cabos de herramientas. La raíz se usa para teñir de color morado".

## Toxicidad

### Mal del piquillín
Esta especie, al igual que la especie karwinskia humboldtiana (conocida como tullidor), es tóxica para el ganado. El mal del piquillín se presenta como una intoxicación que afecta al ganado vacuno, cuando éste se alimenta exclusivamente del arbusto rebrotado (generalmente ocurre luego de quemas o incendios de pastizales). La toxicidad se presenta principalmente en la corteza de la planta.
El síntoma de esta enfermedad es la flexión de los nudos en miembros posteriores del animal, lo que dificulta su andar. Esta enfermedad puede ser mortal según el grado de afectación del animal.

## Taxonomía
La Condalia microphylla fue descrita por Antonio José de Cavanilles en el tomo Anales de Historia Natural 1: 39, del año 1799.
Sinonimia
- Condalia lineata A.Gray
- Condalia lineata var. erythrocarpa Speg.
- Condalia lineata var. melanocarpa Speg.
- Condalia lineata var. xanthocarpa Speg.
- Condalia microphylla var. lineata (A.Gray) Chodat
- Ziziphus mirtoides Ortega[6]

## Denominación popular
- Piquillín
- Pimpillín
- Yuá (en guaraní).

## Alusión en coplas anónimas
Verde fue mi nacimiento,

colorado mi vivir,

negro me estoy volviendo,

mi vida para morir.

## Geografía
Una localidad de la provincia de Córdoba, Argentina, lleva por nombre Piquillín.